# William Pennington
William Pennington (4 de maio de 1796 – 16 de fevereiro de 1862) foi um político americano do Partido Whig, recente membro do partido Partido Democrata-Republicano e advogado, o 13º governador de Nova Jérsei.
William nasceu em Newark, Nova Jérsei, graduou-se pela Faculdade de Nova Jérsei (agora Universidade Princeton) em 1813, estudando direito com Theodore Frelinghuysen. Ele foi admitido no bar em 1817 e serviu como escriturário da Corte do Distrito dos Estados Unidos da América para o Distrito de Nova Jérsei (onde seu pai foi um juiz) de 1817 a 1826.
Como membro do Partido Whig, ele foi eleito para a Assembleia Geral de Nova Jérsei em 1828, e então foi eleito Governador de Nova Jérsei anualmente de 1837 a 1843. Seu mandato como governador foi marcada da controvérsia "Grande Guerra do Selo". Seguindo uma eleição disputada para os Representantes Congressionais  em Nova Jérsei, Pennington certificou a eleição de cinco candidatos do Partido Whig enquanto cinco Democratas foram certificados pela Secretaria Democrática do Estado. Após uma longa disputa, os democratas foram, finalmente, derrotados.
William morreu em 16 de fevereiro de 1862 em Newark, o mesmo local no qual nasceu.